# Niambia septentrionalis
Niambia septentrionalis es una especie de crustáceo isópodo terrestre de la familia Platyarthridae.

## Distribución geográfica
Es endémica del archipiélago de Socotra.